# Kaija Kärkinen
Kaija Kärkinen (Sodankylä, 9 settembre 1962) è una cantante e attrice finlandese.

## Biografia
Ha iniziato la sua carriera nel gruppo Lato come solista.
È nota per aver rappresentato la Finlandia all'Eurovision Song Contest 1991 con la canzone "Hullu yö ", posizionandosi 20essima.
Dopo il concorso ha iniziato a lavorare con il musicista e chitarrista Ile Kallio.

## Discografia

### Album
- 1991: Mustaa vettä
- 1995: Sade
- 1996: Lupaus
- 1997: Suuri salaisuus
- 1999: Noitavoimaa
- 2000: Kaikki oikeudet
- 2002: Kymmenen laulua
- 2004: Kuka saa kyyneleet
- 2005: Sodassa ja rakkaudessa
- 2008: Saman taivaan alla
- 2012: Köyhän naisen paratiisi